# Kerstin Andreae
Pour les articles homonymes, voir Andreae.
Kerstin Andreae (née le 21 octobre 1968, Schramberg), est une femme politique allemande et membre de Alliance 90 / Les Verts au Bundestag.

## Biographie
Après son baccalauréat passé en 1988 au lycée de Schramberg (Gymnasium Schramberg), Kerstin Andreae poursuit des études de sciences politiques et d'économie politique à l'université Albert-Ludwig de Freiburg. Elle termine ses études diplômée en 1996. Elle est ensuite engagée par l'entreprise mediKUR (agence pour la santé et les soins) à Hamm. En 1998, elle est attachée de presse et directrice de campagne pour Wilfried Telkämper. Elle démissionne ensuite pour accepter le poste de chef de projet à l'institut sociologique de recherche sur les femmes de l'école supérieure évangélique de Freiburg. De 2001 à 2002, elle collabore au projet pilote "La maison verte".
Décrite comme « centriste » et favorable à l'idée d'une coalition avec la CDU d'Angela Merkel, elle échoue en 2013 à devenir la présidente du groupe parlementaire des Verts.
Elle démissionne en 2019 de son mandat de député pour accepter le poste de présidente du lobby des industries allemandes de l’énergie. Le pantouflage est décrit comme une pratique courante au sein de la vie politique allemande.
Kerstin Andrea a un fils. Sa sœur Susanne Andreae est l'auteur de livres de référence en médecine.

## Source
- (de) Cet article est partiellement ou en totalité issu de l’article de Wikipédia en allemand intitulé « Kerstin Andreae » (voir la liste des auteurs).

1. ↑  Pierre Rimbert, « Parti pantouflard, section allemande », sur Le Monde diplomatique, 1er mars 2021